# إقليم العرائش
إقليم العرائش هو أحد الأقاليم المغربية، ينتمي لجهة طنجة تطوان الحسيمة ويقع شمال البلاد في جبال الريف، على الساحل الأطلسي. الإقليم يضم 472.386 ساكنا (2004).

## المناطق الكبرى
| الجماعة         | عدد السكان (1 سبتمبر 1994) | عدد السكان (2 سبتمبر 2004) |
| --------------- | -------------------------- | -------------------------- |
| القصر الكبير    | 107.003                    | 107.380                    |
| العرائش         | 90.132                     | 107.371                    |
| العوامرة        | 29.514                     | 35.161                     |
| زوادة           | 18.985                     | 20.930                     |
| بني جرفط        | 18.032                     | 16.393                     |
| الساحل          | 15.248                     | 15.785                     |
| ريصانة الجنوبية | 14.841                     | 15.890                     |
| سوق القلة       | 14.565                     | 16.903                     |
| سوق الطلبة      | 13.175                     | 13.142                     |

## التقسيم الإداري

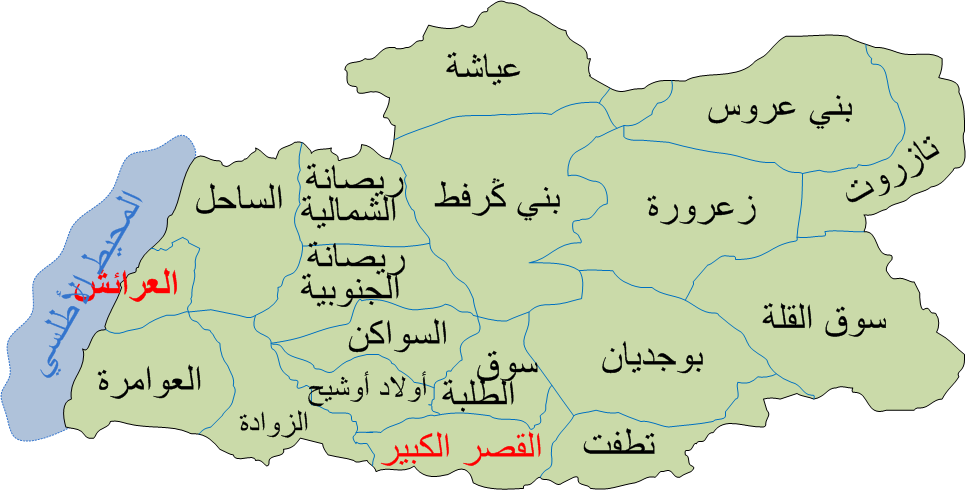
التقسيم الإداري لإقليم العرائش

يضم إقليم العرائش 2 جماعات حضرية و17 جماعة قروية:

### المناطق الحضرية
- القصر الكبير
- العرائش

### الجماعات القروية
| - عياشة - بني عروس - بني ڭرفط - بو جديان - قصر بجير - العوامرة - أولاد أوشيح - ريصانة الشمالية - ريصانة الجنوبية | - الساحل - خميس الساحل - السواكن - سوق القلة - سوق الطلبة - تطفت - تازروت - زعرورة - زوادة |